# Bornsche Maten
De Bornsche Maten is een wijk gelegen in het oosten van de Overijsselse plaats Borne. De bouw begon in 2006 en anno 2024 zijn er zeven buurten: Nieuw Borne, Oost Esch, Singelwonen, Tuinstad, De Veste, De Maten en Eschwonen. De achtste en nog te ontwikkelen buurt, De Horsten, vormt de voorlopige afronding van de wijk. De wijk wordt begrensd door de Rondweg aan de westzijde, de wijk Stroom Esch aan de noordzijde en de stad Hengelo aan de oost- en zuidzijde. De wijk wordt ontsloten door een wijkrondweg, de Bornsche Beeklaan. Tussen de Bornsche Maten en Stroom Esch in, in de oksel van de Bornse Beek en afgeschermd met een groene houtwal, is woonenclave Erve Wildyck gerealiseerd.

## Ontwerp
De buurten van de wijk liggen rondom het centraal gelegen Bornsche Beekpark. Dit park wordt aan de westzijde omsloten door de Bornse Beek en aan de oostzijde door de wijkrondweg Bornsche Beeklaan. In het park staat de basisschool Beekpark. De oostkant van de wijk, ter hoogte van de buurten Nieuw Borne en Oost Esch, wordt omsloten door de Rondweg (N743).
De Bornsche Maten is gebouwd op voormalige weide- en akkergronden aan de Bornse Beek. Deze beek stroomt door de wijk en het Bornsche Beekpark. Naast de Bornse Beek stromen de Hesselerbeek en de Vossenbeek door de wijk. Ze monden ter hoogte van het Bornsche Beekpark uit in de Bornse Beek. Het park is het groene hart van de wijk.
De buurten Nieuw Borne, Oost Esch en Wildyck liggen direct tegen de oude kern van Borne. Aan de andere zijde van de Bornse Beek en het Bornsche Beekpark liggen de buurten Tuinstad, Singelwonen en De Veste. De Veste is het voorzieningencluster van de wijk met een brede school, binnensport, zorgvoorzieningen, woningen en winkels. In dit gebied is De Veste gerealiseerd met daarin ruimte voor basisschool De Vonder, kinderopvang Borne, de wijkraad en een sporthal.